# Burbank (ciruela)
Burbank es una variedad cultivar de ciruelo (Prunus salicina), de las denominadas ciruelas japonesas (aunque las ciruelas japonesas en realidad se originaron en China, fueron llevadas a los EE. UU. a través de Japón en el siglo XIX).
Una variedad que crio y desarrolló a finales del siglo XIX Luther Burbank en Santa Rosa (California), siendo un híbrido resultado del cruce de Prunus salicina X Prunus simonii?. 
Las frutas tienen una pulpa de color ambarino, con textura bastante firme y dulce, sabor enérgico subácido, muy bueno, típico de las denominadas ciruelas japonesas. Tolera las zonas de rusticidad según el departamento USDA, de nivel 5 a 9.

## Sinonimia
- "Prunus triflora",
- "Burbank Late".

## Historia
'Burbank' variedad de ciruela, de las denominadas ciruelas japonesas con base de Prunus salicina, y se produjo a partir de un hueso de ciruela enviado a Luther Burbank por un agente japonés en 1883. El fruto de esta variedad demostró ser muy superior y el Sr. Burbank envió especímenes a la División de Pomología del Departamento de Agricultura de los Estados Unidos en 1887, donde recibió su nombre en honor al introductor que fue desarrollada y cultivada por primera vez en el jardín del famoso horticultor Luther Burbank en Santa Rosa (California). Burbank realizaba investigaciones en su jardín personal y era considerado un artista del fitomejoramiento, que intentaba muchos cruces diferentes mientras registraba poca información sobre cada experimento. La "American Pomological Society" agregó la variedad 'Burbank' a su catálogo de frutas en 1897.
'Burbank' se encuentra en el catálogo de las ciruelas cultivadas en la Estación experimental Aula Dei de Zaragoza.

## Características
'Burbank' árbol grande, erguido, y vigoroso, siendo su fuerte crecimiento erguido una característica notable de la variedad, extendido, bastante productivo. Flor delgada, blanca, muy abundante todos los años, en su polinización, mejora con buenos polinizadores tal como 'Golden Japan', 'Friar', 'Santa Rosa' y 'Laroda', que tiene un tiempo de floración que comienza a partir del 18 de abril con el 10% de floración, para el 21 de abril tiene una floración completa (80%), y para el 8 de mayo tiene un 90% de caída de pétalos.
'Burbank' tiene una talla de fruto de medio a grande, de forma esferoidal o ligeramente acordada, ligeramente asimétrica; epidermis tiene una piel de color rojo claro, carmín o morado, nunca uniforme, sobre fondo amarillo dorado con manchas atigradas verde aceituna, lenticelas  menudas, muy abundante, dejando libre la zona peduncular, presenta color amarillento, casi imperceptible sobre el fondo, destacando mucho sobre la chapa, sin aureola; sutura muy visible, de color amarillento o rosa, generalmente más claro que el resto del fruto, superficial, excepto junto a cavidad peduncular; pulpa de color ambarino, con textura bastante firme y dulce, sabor enérgico subácido, muy bueno.
Hueso adherente, de tamaño y forma variables con los años, alargado o redondeado, asimétrico, en general zona pistilar redondeada y con un pico corto pero muy marcado, con surcos laterales bien marcados, el dorsal interrumpido en su parte central o casi nulo, y con las caras laterales casi lisas o arenosas.
Su tiempo de recogida de cosecha se inicia en su maduración de la segunda quincena de julio, y en zonas más frías a principios de agosto. Las ciruelas 'Burbank' son blandas cuando están maduras y pueden magullarse fácilmente.

## Progenie
'Burbank' tiene en su progenie como "Parental Padre", a la nueva variedad de ciruela:
- Chalco

## Usos
Las ciruelas 'Burbank' son buenas en fresco para comer directamente del árbol, calidad de primera, también muy buenas en postres de cocina como tartas y pasteles, y se utilizan comúnmente para hacer conservas y mermeladas.